# Taiwanische Fußballnationalmannschaft (U-20-Frauen)
Die taiwanische Fußballnationalmannschaft der U-20-Frauen repräsentiert die Republik China (Taiwan) im internationalen Frauenfußball. Sie tritt analog zu allen anderen Fußballmannschaften des Landes bei internationalen Wettbewerben als U-20-Frauenfußballnationalmannschaft von Chinese Taipei an (siehe dazu: Chinese Taipei). Die Nationalmannschaft ist der Chinese Taipei Football Association unterstellt und wird seit 2019 von Xie Zhijun trainiert.
Die Mannschaft tritt bei der U-20-Asienmeisterschaft und der U-20-Weltmeisterschaft für Taiwan an. Den größten Erfolg feierte die Mannschaft mit der Vizeasienmeisterschaft 2002 und der damit verbundenen Qualifikation für die U-20-Weltmeisterschaft 2002, wo die taiwanische U-20-Auswahl jedoch alle drei Gruppenspiele verlor und bereits nach der Vorrunde ausschied. Seither ist es dem Team nie wieder gelungen, sich für eine U-20-Weltmeisterschaft zu qualifizieren. Auch die Qualifikation für die Asienmeisterschaft hat Taiwan seit 2011 bei jeder Austragung verpasst.

## Turnierbilanz

### Weltmeisterschaft
| Jahr   | Gastgeber       | Platzierung        |
| ------ | --------------- | ------------------ |
| 2002   | Kanada          | Gruppenphase       |
| 2004   | Thailand        | nicht qualifiziert |
| 2006   | Russland        | nicht qualifiziert |
| 2008   | Chile           | nicht qualifiziert |
| 2010   | Deutschland     | nicht qualifiziert |
| 2012   | Japan           | nicht qualifiziert |
| 2014   | Kanada          | nicht qualifiziert |
| 2016   | Papua-Neuguinea | nicht qualifiziert |
| 2018   | Frankreich      | nicht qualifiziert |
| 2020 1 | Costa Rica 1    | – 1                |
| 2022   | Costa Rica      | nicht qualifiziert |

### Asienmeisterschaft
| Jahr   | Gastgeber           | Platzierung        |
| ------ | ------------------- | ------------------ |
| 2002   | Indien              | 2. Platz           |
| 2004   | Volksrepublik China | Viertelfinale      |
| 2006   | Malaysia            | nicht qualifiziert |
| 2007   | Volksrepublik China | Gruppenphase       |
| 2009   | Volksrepublik China | Gruppenphase       |
| 2011   | Vietnam             | nicht qualifiziert |
| 2013   | Volksrepublik China | nicht qualifiziert |
| 2015   | Volksrepublik China | nicht qualifiziert |
| 2017   | Volksrepublik China | nicht qualifiziert |
| 2019   | Thailand            | nicht qualifiziert |
| 2022 2 | Usbekistan 2        | – 2                |
| 2024   | Usbekistan          |                    |

## Höchste Siege
|    | Datum             | Ort               | Gegner        | Ergebnis | Anlass                                    |
| -- | ----------------- | ----------------- | ------------- | -------- | ----------------------------------------- |
| 01 | 24. April 2002    | Goa               | Singapur      | 18:0     | Asienmeisterschaft 2002                   |
| 02 | 20. April 2002    | Goa               | Hongkong      | 15:0     | Asienmeisterschaft 2002                   |
| 03 | 27. Mai 2004      | Suzhou            | Hongkong      | 9:0      | Asienmeisterschaft 2004                   |
| 04 | 10. November 2006 | Taipeh            | Hongkong      | 8:0      | Qualifikation zur Asienmeisterschaft 2007 |
| 05 | 24. Oktober 2018  | Hisor             | Tadschikistan | 7:0      | Qualifikation zur Asienmeisterschaft 2019 |
| 05 | 1. Dezember 2012  | Ho Chi Minh Stadt | Indien        | 7:0      | Qualifikation zur Asienmeisterschaft 2013 |
| 05 | 7. November 2008  | Kuala Lumpur      | Indien        | 7:0      | Qualifikation zur Asienmeisterschaft 2009 |